# Taló d'Aquil·les

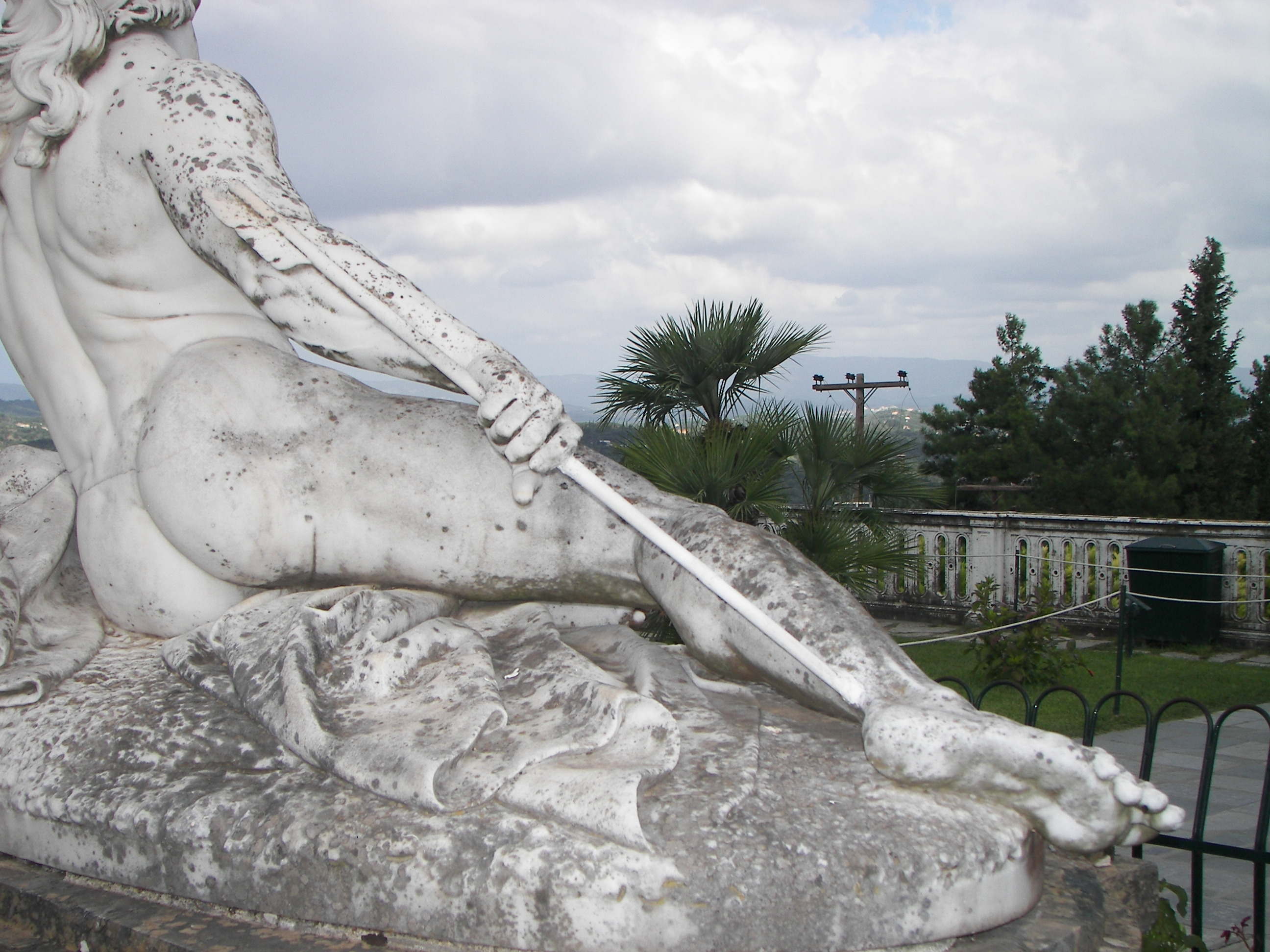
Estàtua d'Aquil·les moribund a l'Aquil·lèon de Corfú

Un taló d'Aquil·les o punt feble és una debilitat present malgrat la força general i que pot dur a un daltabaix. Tot i que l'origen mitològic de l'expressió fa referència a una vulnerabilitat física, també s'utilitza per referir-se a altres qualitats que poden portar a la ruïna o l'esfondrament de qualsevol sistema.

## Origen del nom

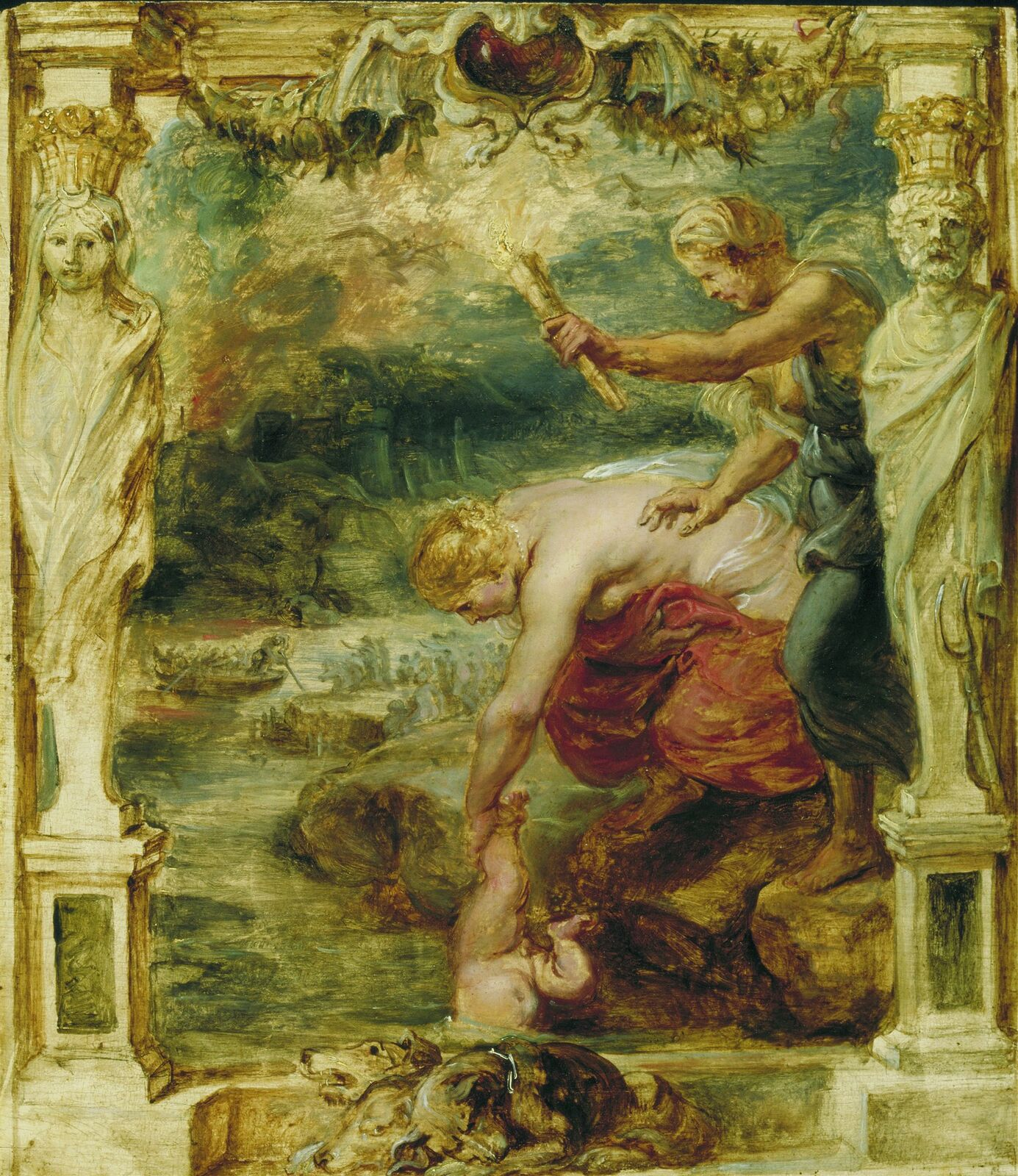
Pintura a l'oli (c. 1625) de Peter Paul Rubens amb la deessa Tetis submergint el seu fill Aquil·les al riu Estígia, a l'Hades. Al fons, el barquer Caront du amb la seva barca els morts cap a l'altra riba del riu

En la mitologia grega, quan Aquil·les era un nadó, es va predir que moriria jove. Per evitar-li la mort, la seva mare Tetis va dur Aquil·les al riu Estígia, que segons deien concedia el poder de la invulnerabilitat, i l'hi va submergir; però, com que Tetis agafava Aquil·les pel taló, l'aigua del riu màgic va tocar tot el cos del nen llevat del taló. Aquil·les va fer-se gran i va esdevenir un guerrer que va sobreviure moltes batalles importants, fins que li van disparar una sageta enverinada que li va entrar al taló i el va acabar matant.
La mort d'Aquil·les no s'esmenta a la Ilíada d'Homer, però apareix en obres gregues i romanes posteriors que tracten els esdeveniments de la Guerra de Troia successius als narrats a la Ilíada, i s'hi diu que Aquil·les va morir d'una ferida al taló provocada per una sageta (probablement enverinada) disparada per Paris de Troia.
Els mites clàssics atribueixen la invulnerabilitat d'Aquil·les al fet que la seva mare Tetis li havia aplicat ambrosia i li havia cremat la mortalitat amb el foc de la llar a tot el cos llevat del taló, per on el sostenia. També diuen que Peleu, el pare, en descobrir el tractament, es va alarmar de veure Tetis mantenint el nadó a les flames i així la mare es va ofendre i va deixar el tractament a mitges. Segons un mite posterior, la mare havia submergit el nen al riu Estígia sostenint-lo pel taló, i per això Aquil·les va esdevenir invulnerable on l'aigua l'havia tocat, això és, a tot el cos excepte les zones del taló que havien quedat tapades pel polze i l'índex de la mare.
L'ús de "taló d'Aquil·les" per significar "zona de debilitat, punt feble" és bastant recent. En anglès, segons l'Oxford English Dictionary, la primera aparició de l'expressió és del 1840, amb un ús implícit fet el 1810 per Samuel Taylor Coleridge: "Ireland, that vulnerable heel of the British Achilles!" ("Irlanda, aquell taló vulnerable de l'Aquil·les britànic!").
El tendó llarg i prominent dels bessons i el múscul soli del panxell s'anomena tendó d'Aquil·les, probablement per la localització de la ferida mortal d'Aquil·les. Com que els tendons no contenen vasos sanguinis, es poc probable que una ferida hi pugui ser fatal; tanmateix, el mite diu que la sageta era enverinada amb la sang de la Hidra de Lerna. Si suposem una sageta sense verí, una explicació més plausible anatòmicament seria que la ferida fos a l'artèria tibial posterior que hi ha darrere del mal·lèol medial, entre els tendons del múscul flexor llarg dels dits del peu i la vena tibial posterior, i que també hauria pogut quedar tapada pels dits de Tetis.

## Exemples
Molts herois de les més diverses mitologies tenen un punt feble. Alguns exemples són Bàlder (mitologia escandinava), Esfandiyār (El Llibre dels Reis, Pèrsia), Sigurd (Cant dels Nibelungs), Superman.